# Bloddopning
Bloddopning innebär att idrottare ökar blodets förmåga att transportera syre med otillåtna metoder, dopning. Vanligen avses intag av hormonet EPO (Erytropoetin), som stimulerar kroppen att producera fler röda blodkroppar (erytrocyter), eller direkt blodtransfusion.
Ett fullt tillåtet sätt att öka mängden röda blodkroppar är höghöjdsträning. Denna metod har dock nackdelarna att idrottarens träning försämras under en acklimatiseringsperiod, höga resekostnader samt snabbt övergående effekt. Ett annat fullt tillåtet sätt att öka antalet röda blodkroppar är att bli gravid. Graviditeten ökar enligt forskning syreupptagningsförmågan i blodet med 13-30% och ökar blodvolymen med 40-50% samt totala antalet röda blodkroppar med 20%.